# 시온고등학교
시온고등학교(시온高等學校)는 대한민국 경기도 부천시 소사구 범박동에 위치한 사립 고등학교이다.

## 학교 연혁
- 1947년 5월 25일 : 재단법인 옹진학원 인가, 옹진학교 건립
- 1958년 8월 10일 : 신축교사 24교실 준공
- 1960년 7월 30일 : 재단법인 에덴학원 인가 얻음
- 1961년 7월 24일 : 에덴학교로 교명 변경인가 얻음
- 1962년 9월 20일 : 시온 중·고등학교로 교명 변경인가 얻음
- 1973년 9월 5일 : 학칙변경 인가, 시온 종합고등학교로 교명 변경
- 1973년 12월 14일 : 학칙변경 인가, 고등학교 보통과 12학급, 상과 3학급
- 1986년 2월 28일 : 신축교사 55실 준공, 학교위치 이전(6,270m2)
- 1991년 6월 18일 : 도서관, 체육관 개관(1,736m2)
- 2001년 6월 21일 : 특별실(324m2) 완공
- 2001년 10월 15일 : 고등학교 보통과 15학급 계 45학급 인가
- 2002년 2월 23일 : 신축교사 14실(1546m2) 준공
- 2003년 3월 5일 : 학교 식당 및 급식소 (810.56m2) 준공
- 2020년 8월 25일 : 교육부 지정 온라인 콘텐츠 활용 교과서 선도학교
- 2020년 10월 6일 : 교육부 지정 에듀테크 활용 미래혁신교육 전국 10대 선도학교(수도권 유일)
- 2021년 3월 1일 : 제10대 오원준 교장 취임
- 2022년 9월 19일 : 학교 숲 마음닿길 조성(산림청)
- 2023년 12월 27일 : 제71회 졸업(269명) 누계 24,134명

## 참고 자료
- 시온고등학교 - 한국교육학술정보원 학교알리미